# Nouveau Modèle
Nouveau Modèle (titre original : Second Variety), ou Deuxième Variété, est une nouvelle écrite par l'écrivain de science-fiction Philip K. Dick en mai 1953.

## Résumé
Dans une planète décimée par l'affrontement entre Américains et Soviétiques, les troupes des deux camps se réfugient dans des bunkers. Des robots conçus par les Américains pour tuer les hommes, les « griffes », sillonnent la surface de Terra. Les Soviétiques proposant un armistice devant la menace implacable de ces nouvelles armes, les Américains envoient un émissaire pour négocier avec les ennemis survivants. Les Soviétiques lui apprennent que les griffes ont évolué d'elles-mêmes et ont pris apparence humaine pour mieux remplir leurs missions. De plus, il en existe de nombreux modèles, et surtout, pour ces griffes humanoïdes, tout être humain est l'ennemi.
L'action se déroule en Normandie (France).
Ce court récit est construit autour d'une thématique chère à Philip K. Dick : Qui est humain ? Qui se fait passer pour un humain ? Une des forces du récit est que même les griffes humanoïdes n'ont conscience que de leur propre type (il en existe quatre types en tout) et donc ont besoin de pouvoir répondre à cette question eux-mêmes.

## Adaptation cinématographique
Planète hurlante est une adaptation cinématographique de la nouvelle, sortie en 1995, réalisée Christian Duguay, avec Peter Weller. Le film reprend la plupart des éléments du récit, mais diverge assez largement vers la fin. La thématique de l'ennemi caché et l'angoisse de la nouvelle sont aussi au cœur du film. Ce film connaitra une suite, Planète hurlante 2, sortie en 2009 en vidéo.